# Гутманя
Гутманя (Гутманис) (на латвийски: Gūtmaņa) е пещера в Латвия, която до откриването на пещерата Даугеню, е считана за най-голямата естествена пещера в Прибалтийските страни. Тя е най-старият, най-посещаваният, най-споменаваният в пресата и интернет, най-известният и най-легендарно романтичният туристически обект в Латвия.

## Местонахождение
Пещерата е разположена край курортния град Сигулда, на територията на Националния парк Гауя. Намира се в близост до гъсто залесени предпланини на десния бряг на реката, недалеч от замъка Турайда.
Тя е охраняем геоложки обект и древно култово място, тъй като в древността в нея са се провеждали езически обреди. До началото на 19 век хората все още тайно носят дарове и жертви на своите идоли в Гутманя. В нея са намерени стари монети и части от дрехи, дарени на боговете.
Пещерата е много удобна за достъп с автомобил, тъй като се намира на шосето между Сигулда и Турайда. През съветския период е посещавана от 1 милион туристи годишно.

## Образуване
Пещерата започва да се формира преди около 410 милиона години, през Девона. По други данни това се е случило преди около 10 000 години. Образувана е в продължение на няколко хилядолетия от повърхностните потоци и подземните води, захранващи Гауя, които се просмукват през околните жълточервени пясъчници. Днешният си вид получава още преди новата ера.

## Описание
Пещерата представлява неправилен правоъгълник с приблизителни размери 19х19 метра. Дължината ѝ е 18,8 m, ширината – 12 m, а най-голямата височина достига до 10 m. Обемът и е 500 m3, а площта – 170 m2. Първите измервания на пещерата са направени в края на 18 век от Джейкъб Бенджамин Фишер. Той съобщава 9 m за височината и ширината и 14 m за дължината. Измерена е отново през 1973 – 1975 г. от учения Guntis Eniņš и резултатът е публикуван бр.6 на списание „Наука и технология“. За правилни са приети неговите данни, а той предполага, че разликата между двете измервания се дължи на промените, настъпили в пещерата за тези, близо 200 години, както и на приложения различен метод на измерване.
Дълги години нивото на река Гауя е малко по-високо от входа към пещерата и достигат до вътрешността ѝ. Когато нивото ѝ спада, остава извор, изтичащ от пещерата. Това е чист и прохладен ручей, който се влива в течащата наблизо Гауя. На този извор се приписват лечебни качества. На посетителите са прилагат специални медицински процедури или хората просто се къпят в него за здраве.
Пещерата Гутманя е спомената за първи път в писмен вид, на немски език, през 1774 г. Първият официален запис на латвийски е от 13 август 1869 г. в „Балтийски вестник“.

## Надписи
Тъй като пещерата е най-старият туристически обект в Латвия, през годините е посещавана от много хора. В продължение на векове посетителите са „украсявали“ стените на пещерата с надписи на различни езици. Обикновено са изписвали имената и фамилиите си, както и датите, на които са били там. Между тях се откриват и имената на цели семейства.
Най-старите надписи са датирани към 1668 и 1677 г. Те гласят „Георг Конрад фон Щернберг, година 1668“ и „Анна магдалена фон Тисенхавсен, година 1677“. На една от стените, през 1879 г., са изобразени дъбови листа, които в традициите на романтизма са знак са вярност, а в по-късната символика – олицетворение на сила, мощ и вярност към държавата. След влизането в пещерата, веднага вляво, се чете част от надпис от 3 август 1860 г. „... наследник на трона на руската земя...“. Така са се събрали голямо количество текстове и рисунки, които днес представляват исторически интерес.
В пясъчника се откриват даже имената на барони и помешчици, както и родовите им гербове, издълбани в скалите по тяхна поръчка. Майсторите-гравьори са чакали в подножието на пещерата, оборудвани със стълби, инструменти и шаблони, за да получат поръчка. В наши дни писането по стените на пещерата е забранено. Въпреки това последните надписи са от 21 век.

## Легенди
Названието Гутманя е лансирано от Джейкъб Фишер, който през 1778 г. публикува виждането си за магията на пещерата и връзката на името с немското „добрия човек“ (Guter Mann). Според една легенда в древни времена в пещерата живял един добър лечител, който лекувал болните с изворната вода. Наричали го Guterman, което в превод от немски означава „добър човек“. Затова пещерата носи името Гутмания. През 1791 ливонският историк и етнограф Йохан Кристоф Бротце съобщава, че в извора живее добро божество.
Друго предание гласи, че изтичащият от пещерата ручей е образуван от сълзите на жената на ливския вожд Риндауга. След като тя не го дочаква да се върне от войната, той заповядва да погребат жива невярната му съпруга на брега на река Гауи. Тя плакала толкова горчиво и дълго, че сълзите и образували ручей, който по-късно изкопава широката пещера.

## Историята за Турайдската роза
До 19 век историята за Турайдската роза е причислявана към легендите, докато не се доказва, че става въпрос за действителен случай. През 1601 г., по време на шведско-полската война, шведските войски завзели Турайдския замък. След края на битката, писарят в замъка намерил сред труповете малко момиченце на няколко седмици и го отгледал. Тъй като това се случило през май, той му дал името Мая. Момичето пораснало и се превърнало в толкова красива девойка, че хората започнали да я наричат Турайдска роза.
На противоположния бряг на реката, в Сигулдския замък живеел градинарят Виктор Хейл, годеник на девойката. Вечер двамата влюбени се срещали в пещерата Гутманя. В същия замък живеел и дезертьорът от полската армия Якубовски, който искал да се ожени за девойката. Отказът на Мая предизвикал яростта на поляка и той решил да я овладее насила. Изпратил приятеля си Скудритис при девойката, за да ѝ предаде, че Виктор я вика в пещерата, но в необичайно време. Отивайки на срещата Мая разбрала, че е попаднала в клопка и решила по-скоро да умре, отколкото да бъде опозорена.
Младата жена носела на шията си червена копринена кърпа и излъгала Якубовски, че този подарък от любимия ѝ е омагьосан и който го носи, не може по никакъв начин да бъде убит. Приканила мъжа да провери и след кратко колебание той ѝ нанесъл силен удар с меча си. Девойката паднала мъртва в краката му, а той в ужас избягал в гората и се обесил.
Вечерта Виктор отишъл на среща в пещерата, открил тялото на любимата си и тръгнал за помощ към Турайдския замък. В пещерата обаче останала брадвичката му, която се изцапала с кръвта на Мая. Тази брадвичка била основание Виктор да бъде обвинен в убийство и да бъде осъден на смърт. Но пред съда се явил Скудритис, който бил проследил Якубовски и видял всичко. Разказал за това, което наистина се е случило и Виктор бил оправдан и освободен.
Девойката била погребана край Турайдската църква, където днес може да се види поставеният над гроба и паметник. Редом с пещерата има още една, която е по-скоро дълбока ниша. Според легендата е изровена от Виктор, за да може любимата му да го наблюдава, докато работи в градините в долината.
Дълго време тази трагична история се приема просто като легенда, докато през 19 век се откриват архивите на Видземския съд от онова време. Там е намерен протоколът за разследване на убийството на Мая, извършено през август 1620 г. в пещерата Гутманя. Така става ясно, че преданието всъщност отразява историческа истина.
Историята на Мая и Виктор се сравнява с историята на Ромео и Жулиета. Единствената латвийска легенда за любовта е създадена за Гутманя и тя става причина Сигулда да бъде наречен „град на любовта“. Древното повествование вдъхновява много автори за създаване на художествени произведения, посветени на силата и любовта на Турайдската роза.

## Център за посетители
Недалеко от пещерата е изграден Център за посетители на Гуайския национален парк и на пещерата. Предлага туристическа информация за природните и културно-исторически забележителности наоколо. Достъпът до пещерата и парка са приспособени за придвижване на инвалиди и семейства с малки деца в колички.
- Страница от книгата на Йохан Бротце за забележителностите в Ливония (1794)
- Рисунка на пещерата от Бротце (1796)
- Рисунка от Karl fon Ungern-Steinberg(1810)
- Пещерата през 1813
- Албум от Тарту с изображение на пещерата (1860)
- Пещерата през 2016